# Juan Córdova
Juan Guillermo Córdova Torres (Los Andes, 25 giugno 1995) è un calciatore canadese con cittadinanza cilena, difensore dell'Unión San Felipe.

## Carriera

### Club
Cresciuto nel settore giovanile dell'Unión San Felipe, ha esordito in prima squadra l'11 maggio 2014 disputando l'incontro di Primera B perso 0-2 contro il Santiago Morning; dopo aver giocato per quattro stagioni nella seconda divisione cilena, nel 2017 si trasferisce all'Huachipato, club della massima serie cilena.

### Nazionale
Nel 2014 ha giocato 5 partite con la nazionale cilena Under-20. Dal 2017 decide di rappresentare il Canada, grazie al padre che possiede la doppia cittadinanza cilena e canadese. Nello stesso anno ha partecipato con la nazionale canadese Under-23 all'Aspire Tournament in Qatar. Sempre nello stesso anno, esordisce in nazionale maggiore, giocando due amichevoli contro Curaçao ed El Salvador.

## Statistiche

### Presenze e reti nei club
Statistiche aggiornate all'8 ottobre 2021.
| Stagione                | Squadra                 | Campionato              | Campionato | Campionato | Coppe nazionali | Coppe nazionali | Coppe nazionali | Coppe continentali | Coppe continentali | Coppe continentali | Altre coppe | Altre coppe | Altre coppe | Totale | Totale |
| Stagione                | Squadra                 | Comp                    | Pres       | Reti       | Comp            | Pres            | Reti            | Comp               | Pres               | Reti               | Comp        | Pres        | Reti        | Pres   | Reti   |
| ----------------------- | ----------------------- | ----------------------- | ---------- | ---------- | --------------- | --------------- | --------------- | ------------------ | ------------------ | ------------------ | ----------- | ----------- | ----------- | ------ | ------ |
| 2013-2014               | Unión San Felipe        | 1B                      | 2          | 0          |                 | -               | -               |                    | -                  | -                  |             | -           | -           | 2      | 0      |
| 2014-2015               | Unión San Felipe        | 1B                      | 17         | 0          | CC              | 2               | 0               |                    | -                  | -                  |             | -           | -           | 19     | 0      |
| 2015-2016               | Unión San Felipe        | 1B                      | 15         | 0          | CC              | 4               | 1               |                    | -                  | -                  |             | -           | -           | 19     | 1      |
| 2016-2017               | Unión San Felipe        | 1B                      | 23         | 1          | CC              | 2               | 0               |                    | -                  | -                  |             | -           | -           | 25     | 1      |
| Totale Unión San Felipe | Totale Unión San Felipe | Totale Unión San Felipe | 57         | 1          |                 | 8               | 1               |                    | -                  | -                  |             | -           | -           | 65     | 2      |
| 2017                    | Huachipato              | PD                      | 7          | 0          | CC              | 6               | 1               |                    | -                  | -                  |             | -           | -           | 13     | 1      |
| 2018                    | Huachipato              | PD                      | 16         | 0          | CC              | 3               | 0               |                    | -                  | -                  |             | -           | -           | 19     | 0      |
| 2019                    | Huachipato              | PD                      | 16         | 0          | CC              | 2               | 0               |                    | -                  | -                  |             | -           | -           | 18     | 0      |
| 2020                    | Huachipato              | PD                      | 16         | 0          |                 | -               | -               | CS                 | 3                  | 0                  |             | -           | -           | 19     | 0      |
| 2021                    | Huachipato              | PD                      | 13         | 0          | CC              | 5               | 0               | CS                 | 7                  | 0                  |             | -           | -           | 25     | 0      |
| Totale Huachipato       | Totale Huachipato       | Totale Huachipato       | 68         | 0          |                 | 16              | 1               |                    | 10                 | 0                  |             | -           | -           | 94     | 1      |
| Totale carriera         | Totale carriera         | Totale carriera         | 125        | 1          |                 | 24              | 2               |                    | 10                 | 0                  |             | -           | -           | 159    | 3      |

### Cronologia presenze e reti in nazionale
| Cronologia completa delle presenze e delle reti in nazionale ― Canada | Cronologia completa delle presenze e delle reti in nazionale ― Canada | Cronologia completa delle presenze e delle reti in nazionale ― Canada | Cronologia completa delle presenze e delle reti in nazionale ― Canada | Cronologia completa delle presenze e delle reti in nazionale ― Canada | Cronologia completa delle presenze e delle reti in nazionale ― Canada | Cronologia completa delle presenze e delle reti in nazionale ― Canada | Cronologia completa delle presenze e delle reti in nazionale ― Canada |
| Data                                                                  | Città                                                                 | In casa                                                               | Risultato                                                             | Ospiti                                                                | Competizione                                                          | Reti                                                                  | Note                                                                  |
| --------------------------------------------------------------------- | --------------------------------------------------------------------- | --------------------------------------------------------------------- | --------------------------------------------------------------------- | --------------------------------------------------------------------- | --------------------------------------------------------------------- | --------------------------------------------------------------------- | --------------------------------------------------------------------- |
| 13-6-2017                                                             | Montréal                                                              | Canada                                                                | 2 – 1                                                                 | Curaçao                                                               | Amichevole                                                            | -                                                                     | 82’                                                                   |
| 8-10-2017                                                             | Houston                                                               | El Salvador                                                           | 1 – 0                                                                 | Canada                                                                | Amichevole                                                            | -                                                                     | 62’                                                                   |
| Totale                                                                |                                                                       | Presenze                                                              | 2                                                                     |                                                                       | Reti                                                                  | 0                                                                     |                                                                       |